# Pawel Samuilowitsch Urysohn

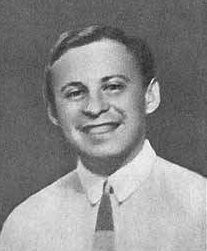
Pawel Urysohn

Pawel Samuilowitsch Urysohn, russisch Павел Самуилович Урысон, deutsch auch Paul Urysohn (* 22. Januarjul. / 3. Februar 1898greg. in Odessa, heute Ukraine; † 17. August 1924 in Batz-sur-Mer, Frankreich) war ein russischer Mathematiker, der sich vor allem mit mengentheoretischer Topologie befasste.

## Leben und Werk
Er studierte ab 1915 an der Lomonossow-Universität Moskau bei Nikolai Lusin und Dmitri Fjodorowitsch Jegorow Mathematik, nachdem er mit Physik begonnen hatte und auch gleich im ersten Jahr einen physikalischen Aufsatz veröffentlichte. 1919 machte er sein Diplom und habilitierte sich 1921 mit einer Arbeit über Integralgleichungen, wonach er eine Dozentenstelle an der Universität Moskau hatte. Eine wichtige Klasse nichtlinearer Integralgleichungen trägt seitdem seinen Namen.
Von einigen Fragen Jegorows inspiriert beschäftigte er sich mit dem Dimensionsbegriff in der mengentheoretischen Topologie, ohne die Arbeiten des berühmten Topologen Brouwer (1913) zu kennen. Die von ihm entwickelte Theorie veröffentlichte er in den Akten der französischen Akademie (Comptes rendus) 1922 und in den polnischen „Fundamenta mathematica“. Später erkannte sein Freund Pawel Alexandrow, mit dem er Göttingen 1923–1924 besuchte, die Äquivalenz mit der Theorie von Karl Menger. Auf ihrer letzten Reise nach Westeuropa 1924 besuchten er und Alexandrow David Hilbert in Göttingen, Felix Hausdorff in Bonn und Brouwer in Amsterdam. Danach mieteten die beiden ein Ferienhaus in der Bretagne, wo Urysohn bei einem ihrer Badeausflüge im Atlantik bei rauer See ertrank. Er war an einem Sonntag mit Alexandrow gegen 17 Uhr hinausgeschwommen, und beide wollten wegen des starken Wellengangs umkehren. Alexandrow schaffte es ans Ufer, holte noch den leblos treibenden Urysohn an einem Seil, das ein Anwohner ihm zugeworfen hatte, gesichert aus dem Meer, die Wiederbelebungsversuche waren aber erfolglos. Er liegt in Batz-sur-Mer begraben. Alexandrow gab die letzten Arbeiten seines Freundes heraus. Urysohn hatte zuletzt über die Theorie metrischer Räume gearbeitet, wo einige fundamentale Resultate von ihm stammen. An der Arbeit Zum Metrisationsproblem hatte er den ganzen Tag über an seinem Todestag gearbeitet, bevor er zum Schwimmen ging.
Nach Jean-Michel Kantor und Loren Graham war Urysohn homosexuell und hatte eine Beziehung mit Alexandrow. Beide lernten sich 1921 bei einem Beethoven-Konzert im Bolshoi Theater näher kennen, am Vorabend von Alexandrows Hochzeit, dessen Ehe dann auch nicht lange hielt.

## Schriften
- Sur une classe d'equations integrales non lineaires, Mat. Sb. 31 (1923) 256-255
- Mémoire sur les multiplicités Cantoriennes. In: Fundamenta Mathematica.
Teil 1, Band 7, 1925, S. 30–137 (PDF-Datei; 5,91 MB).
Teil 2, Band 8, 1926, S. 225–351 (PDF-Datei; 6,84 MB).
- Zum Metrisationsproblem. In: Mathematische Annalen. Band 94, 1925, S. 309–315. (online)
- Über die Metrisation der kompakten topologischen Räume. In: Mathematische Annalen. 1924. (online)